# Życie Ryana
Życie Ryana – amerykańskie reality show opowiadające o losach Ryana Shecklera, znanego amerykańskiego skateboardera. Ryan trenuje skateboarding od drugiego roku życia i już w wieku kilkunastu lat zajmował pierwsze miejsca w najważniejszych zawodach, pokonując wiele starszych od siebie osób. W programie przedstawiane są najważniejsze, najśmieszniejsze i najbardziej zwariowane momenty w karierze i życiu prywatnym małego mistrza.

## W rolach głównych
- Ryan Shlecker
- Shane Sheckler – starszy z braci Ryana
- Kane Sheckler – młodszy brat
- Gretchen Sheckler – matka Ryana/menadżer
- Randy Sheckler – ojciec